# GeneScan Europe

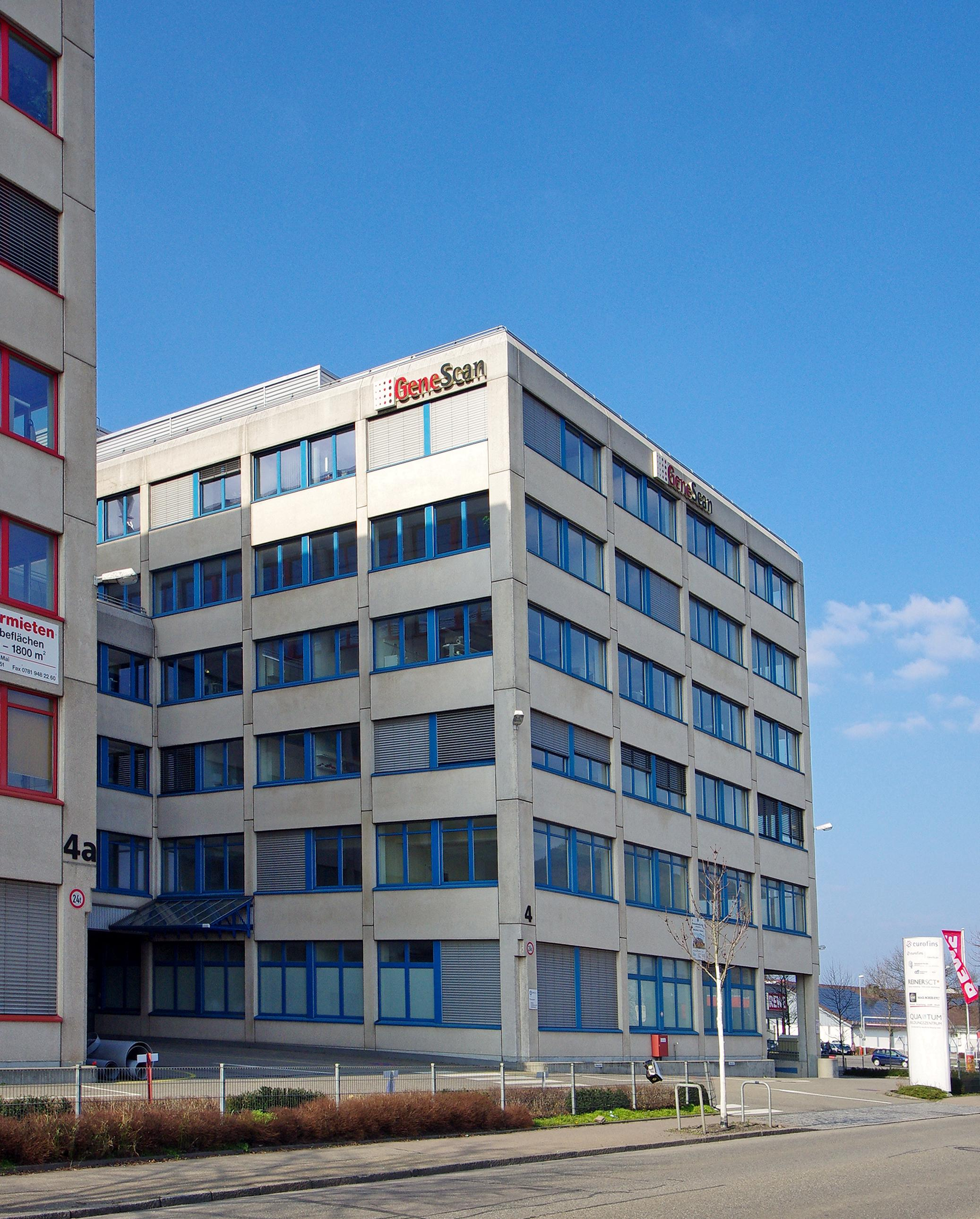

Die Eurofins GeneScan GmbH (vormals: GeneScan Europe AG) ist eine Holdinggesellschaft, die sich als Weltmarktführer auf dem Gebiet der molekularbiologischen Analytik von gentechnisch veränderten Organismen (GMO) in Lebensmitteln, Futtermitteln und Rohstoffen sieht. So werden Komplettlösungen angeboten, von der Durchführung von Analysen von gentechnisch veränderten Organismen bis zur Beratung. GeneScan kann auf Labore in Deutschland und den USA zurückgreifen. Zielgruppen der Unternehmensgruppe sind Unternehmen der Agrarwirtschaft, der Lebensmittelindustrie sowie der Medizin- und Umweltanalytik. Das Unternehmen ist im CDAX notiert.

## Geschichte
1993 wurde die Hanse-Analytik GmbH als eines der ersten GMO-Analytik-Labore gegründet. Im Jahr 1996 wurde die GeneScan GmbH als Labor und Forschungszentrum für GMO-Analytik gegründet. Durch den Zusammenschluss der Hanse-Analytik GmbH, der GeneScan GmbH und der BioChip Technologies GmbH entstand 1998 die GeneScan Europe AG. 1999 startete das Unternehmen die GMO-Analytik in den USA. Im Jahr 2000 wurde die BioInside GmbH, ein führendes Unternehmen in der quantitativen GMO-Analytik, in die Firmengruppe integriert. Im selben Jahr ging die GeneScan Europe AG an die Börse. Seit 2001 ist die GeneScan AgroFood international präsent mit GMO-Laboren und strategischen Partnerschaften in Europa, den USA, Südamerika, Asien und Australien. 2002 wurden Labors in Brasilien sowie eine Vertretung in Hongkong eröffnet. Ebenfalls 2002 ging der Betrieb eine Kooperation mit AgriQuality ein, einem führenden Anbieter von Lebensmittelanalysen in Australasien. Eine Kooperation mit der University of the Free State in Bloemfontein, Südafrika besteht seit 2003. 2004 unterzeichnete die Holding einen Kooperationsvertrags mit der Eurofins-Gruppe, die mit rund 75 % Mehrheitsaktionär ist.